# Maydan Shahr (distrikt)
Maydan Shahr är ett distrikt i Afghanistan. Det ligger i provinsen Wardak, i den nordöstra delen av landet, 30 kilometer väster om huvudstaden Kabul. Administrativ huvudort är Maydan Shahr.
Distriktet beräknades år 2022 ha cirka 47 000 invånare.